# Acacia pedleyi
Acacia pedleyi är en ärtväxtart som beskrevs av Mary Douglas Tindale och Kodela. Acacia pedleyi ingår i släktet akacior, och familjen ärtväxter. Inga underarter finns listade i Catalogue of Life.